# دیمه طهبوب
دیمه طهبوب (عربی: ديمة طهبوب؛ زادهٔ ۱۹۷۶) نویسنده و تحلیلگر سیاسی اهل اردن است. او یکی از اعضای گروه اخوان‌المسلمین اردن است. او همچنین سخنگوی رسانه‌ای جبهه عمل اسلامی اردن است. همسر او طارق ایوب، یک خبرنگار شبکه الجزیره بود که در پی اصابت دو موشک آمریکایی با ساختمان شبکه الجزیره در عراق کشته شد.